# Balaskó Jenő
Balaskó Jenő (Budapest, 1937. október 12. – Vác, 2009. február 18.) magyar költő, író, újságíró, zenetanár.

## Élete
Középiskolai éveit a budapesti Szent László Gimnáziumban kezdte, majd a Zenegimnáziumban folytatta. Később a Zeneakadémián többek között Kodály Zoltán népzenei óráit is látogatta. Kiváló, nagyon tehetséges zongorista volt.
1955. november 22-én feleségül vette Balázs Éva vegyészmérnököt. Gyermekük, Balaskó Jenő Attila 1956. december 21-én született. 1957 júniusában elváltak. 1961-ben feleségül vette Hummel Margitot, aki tanítónő, ének-zene tanár, és pedagógiai szakpszichológusként dolgozott. Balaskó Jenő bekövetkezett haláláig felesége volt. Két gyermekük született: György (1963) és Márta (1964). 1999-től  haláláig, Nagymaroson 10 éven át élettárs Molnár Éva könyvtáros, dokumentumfilm készítő (BBS, MTV) lelkigondozó, egyéni vállalkozó (régiségbolt, Nagymaros Fő tér 2004-2009). Versei miatt éveken át megfigyelés alatt tartották. 1965-ben két verse miatt (Dózsa halála, Fasiszta vasárnap) eljárást indítottak ellene. Házkutatást tartottak nála, kéziratait elkobozták és soha nem adták vissza. Egy hézagosan, lapokban fennmaradt példány alapján verseit emlékezetből írta újra (illetve át). 1975-ben szerepelt az Amerikai Anzix című magyar filmben. 
Első verseskötete, a Mini ciklon 1985-ben jelent meg. 1986-ban elnyerte a Magyar Írószövetség nagydíját, az Örley-díjat, és a Soros Alapítvány ösztöndíját.
Az Ilyen éjszakát hagytatok 1990 című verseskötetét Mészöly Miklós, Göncz Árpád (már köztársasági elnökként), Turcsány Péter és más írók együtt árulták a szerzővel az EMKE aluljárójában. Lázadva és lázítva a terjesztői piac monopóliuma ellen, mert a kötetet nem vették át bolti forgalmazásra. 1991-ben Széchenyi-diplomával és emlékplakettel, 1994-ben pedig a Magyar Köztársasági Érdemrend tisztikeresztjével tüntették ki. Újságíróként a Ring főszerkesztő-helyetteseként, majd az Új Magyarország és a Pesti Hírlap főmunkatársaként dolgozott. 
1993-ban lépett be a Magyar Demokrata Fórumba (1994 és 1996 között a párt etikai bizottságának is tagja volt), majd 1996-ban a Magyar Demokrata Néppárt (MDNP) alapító tagja volt. Az 1998-as országgyűlési választásokon indult a párt Pest megyei listáján. 2009-ig az ORTT panaszbizottságának tagja volt.

## Munkái
- Mini ciklon, versek, JAK füzetek, Magvető Könyvkiadó, Budapest, 1985.[1]
- Ilyen éjszakát hagytatok, versek, Kráter Műhely Egyesület, Budapest, 1990, ISBN 963-7847-09-X
- Mosolyrapszódia, válogatott közéleti írások 1990-1994, Kráter Műhely Egyesület, Budapest, 1994, ISBN 963-7583-28-9[2]
- 99, versek, Editio plurilingua, Püspök és Tsa Bt., Kaposvár, 1999, ISBN 963-03-6654-1
- Elmúlik minden, válogatott versek 1957-1999, Kráter Műhely Egyesület, Budapest, 2000, ISBN 963-9195-16-2[3]
- Mennyből az angyal – versek és dalok 56-ról CD-n szerepel Angyal Pista balladája című megzenésített versével, 2002.
- Az Ellenzéki Kerekasztal történelmi jelentősége, A XX. Század Intézet pályázatának nyertes tanulmánya.
- Miért Antall József?, Új Studio Libri, Budapest, 2008, ISBN 978-963-9761-15-5[4]
- IKER - Magyar Időszaki Kiadványok Repertóriuma Archiválva 2016. március 5-i dátummal a Wayback Machine-ben